# Brilliant
Pour les articles homonymes, voir Brilliant (homonymie).
Brilliant était un groupe musical britannique actif dans les années 1980. Bien qu'il n'ait pas connu de succès commercial et ait été malmené par les critiques, il reste remarquable en raison de ses membres illustres - Martin Glover alias Youth, de Killing Joke et devenu par la suite un des meilleurs producteurs/remixeurs ; Jimmy Cauty, qui a ensuite trouvé la gloire et la fortune en tant que moitié du duo The KLF ; et (avant que le groupe ne signe avec WEA) Ben Watkins alias Juno Reactor. Tout aussi remarquables étaient leur manager (David Balfe), leur directeur A&R de la maison de disques (Bill Drummond, l'autre membre de The KLF), et leur équipe de composition et de production (Mike Stock, Matt Aitken et Pete Waterman connu sous le nom de Stock Aitken Waterman).

## Membres
- Jimmy Cauty
- June Montana
- Martin Glover
- Stephane Holweck

## Discographie

### Albums
- 1986 : Kiss The Lips Of Life (LP)

### Singles
- 1983 : Colours
- 1984 : Soul Murder
- 1984 : Wait For It
- 1985 : It's A Man's Man's Man's World
- 1986 : Love Is War
- 1986 : Somebody
- 1986 : The End Of The World